# Прола I
Прола I (тел. మొదటి ప్రోలుడు; д/н–1075/1076) — нріпаті Держави какатіїв в 1030–1075/1076 роках.

## Життєпис
Син магараджи Бети I. Посів трон близько 1030 року. Зберігав залежність від держави Західних Чалук'їв. Брав участь у військових кампаніях магараджахіраджи Джаясімхи II щодо встановлення Раджараджи Нарендри у владі в державі Східних Чалук'їв протягом 1030—1040-х років. В цьому протистояв війська Чола та їх васалам Анная і Гонная (телузьким князівствам). За це отримав від магараджахіраджи Сомешвари I володіння Анумаконда. Прийняв титул арікесарі, втім застосовував його лише у внутрішніх написах.
У 1050-х роках бився проти Чола, війська яких втім завдали поразки Західних Чалук'їв. В результаті перейшов на бік Вікрамадітьї, брата магараджахіраджи Сомешвари II. Того підтримували війська Чола. Можливо загинув у військовій кампанії 1075—1076 років, коли Вікрпамадітью атакували Сомешвара II та його союзник Кулотунга Чола I. Владу спадкував син Бета II.